# Neymar

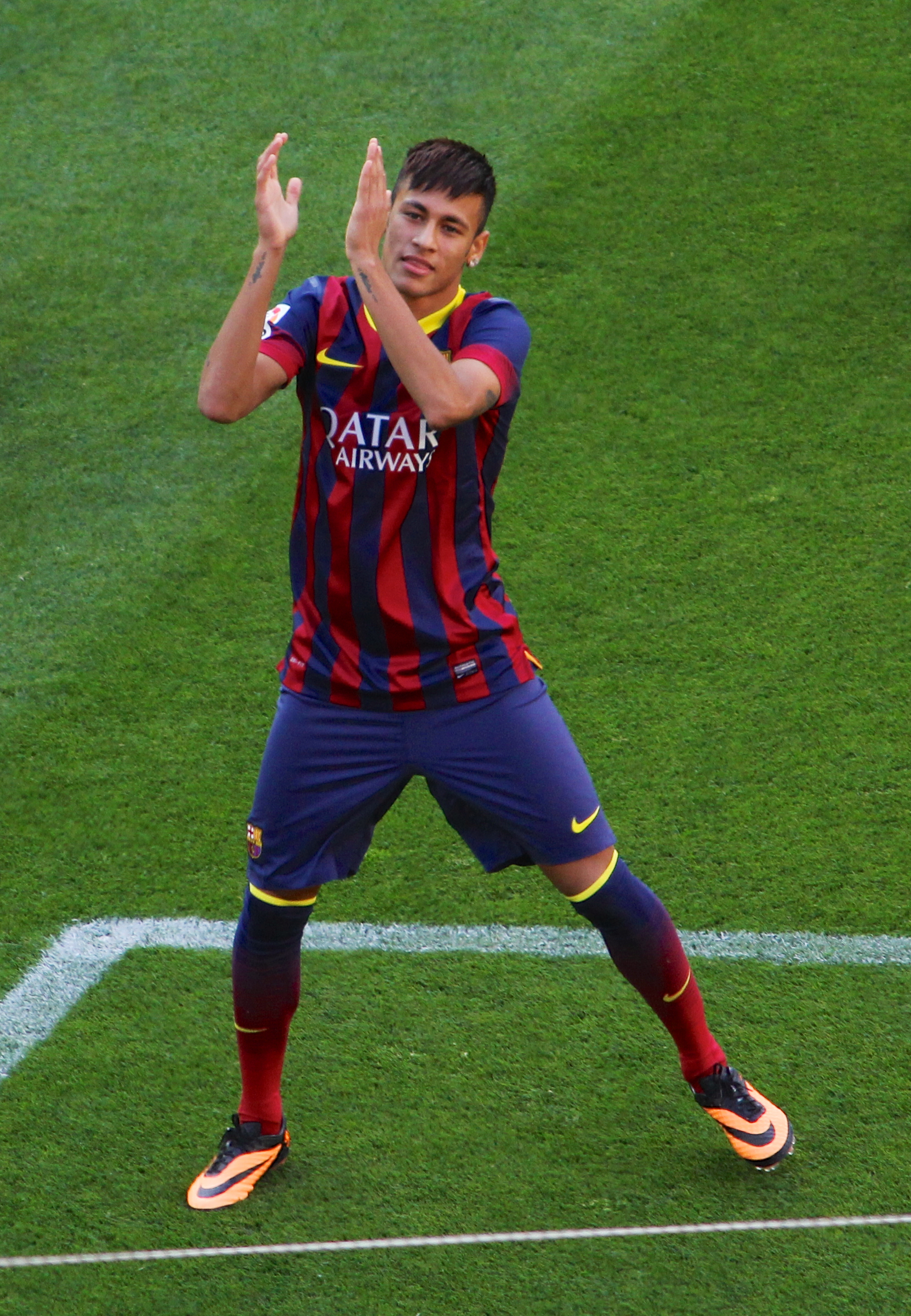
Neymar v dresu FC Barcelona (2014)

Neymar da Silva Santos Júnior, či krátce Neymar (portugalsky [nejˈmaʁ dɐ ˈsiwvɐ ˈsɐ̃tus ˈʒũɲoʁ]IPA, * 5. února 1992 São Paulo) je brazilský profesionální fotbalista, který hraje na pozici útočníka či křídelníka za brazilský klub Santos FC a za brazilský národní tým. Je považován za jednoho z nejtalentovanějších fotbalistů nejen v Brazílii, ale i ve světě. Vyniká vytříbenou technikou a rychlostí. Účastnil se mistrovství světa 2014, 2018 a 2022.
Dne 29. prosince 2010 obsadil třetí místo za Andrésem D'Alessandrem a Juanem Sebastiánem Verónem v anketě Fotbalista roku Jižní Ameriky, v roce 2011 a 2012 již tuto anketu ovládl. Za rok 2011 vyhrál cenu FIFA Puskás Award o nejhezčí gól roku. Je známý svým zrychlením, rychlostí, kličkováním, zakončením a technickými schopnostmi. Díky svému stylu hraní je kritiky, médii a fanoušky srovnáván s Lionelem Messim a brazilskou legendou Pelém, který sám označil Neymara za „nejlepšího fotbalistu na světě“.

## Klubová kariéra

### Začátky
Narodil se v Mogi Das Cruzes v São Paulu. V roce 1992 se s rodinou přestěhoval do Sao Vicente, pak v roce 2003 do Santosu, kde začal hrát v témže roce fotbal za Santos FC. V sedmnácti podepsal plnou profesionální smlouvu se Santos FC.

### Santos FC
Za Santos FC debutoval dne 7. března 2009 ve věku 17 let. Následující týden vstřelil svůj první gól za Santos proti Mogi Mirim. O měsíc později, 11. dubna, vstřelil gól proti Palmeiras na Campeonato Paulista a rozhodl tak o postupu do semifinále. Ve finále však Santos utrpěl porážku 4–2. Ve své první sezóně dal 14 gólů v 48 zápasech. Stal se nejlepším hráčem v roce 2010 a také nejlepším střelcem v roce 2010.
Neymar vstřelil celkem 6 gólů na Copa Libertadores 2011 a byl tak třetí nejlepší střelec. Ve finále proti uruguayskému týmu CA Peñarol dal jeden gól a Santos zvítězil 2:1. Výhra přinesla Santosu jejich první triumf v Poháru osvoboditelů od roku 1963, kdy hrála za klub brazilská legenda Pelé.
Dne 5. února 2012 vstřelil svůj stý gól jako profesionální fotbalista v zápase na Campeonato Paulista proti Palmeiras. Dne 7. března 2012 byl nejlepší hráč proti Internacionalu, kde Santos vyhrál 3–1. Trenér Mano Menezes řekl, že věří, že Neymar získá větší respekt a že je důležité, aby šel hrát do Evropy. 26. května 2013 Neymar oznámil, že podepíše pětiletou smlouvu se španělským velkoklubem FC Barcelona, přičemž zvažoval ještě nabídku z Realu Madrid. V Santosu měl smlouvu platnou do roku 2014, klub ale souhlasil s jeho předčasným odchodem.

### FC Barcelona
V dresu FC Barcelona debutoval 30. července 2013 v přátelském utkání v PGE Areně v Gdaňsku proti domácímu týmu Lechia Gdańsk. Nastoupil 12 minut před koncem řádné hrací doby, střetnutí skončilo remízou 2:2. V La Lize debutoval 18. srpna 2013 v prvním kole proti Levante UD, do zápasu nastoupil v 63. minutě. Barcelona deklasovala soupeře 7:0. První gól vstřelil 21. srpna 2013 v Supercopa de España, kde vyrovnával na konečných 1:1 s Atléticem Madrid. S klubem tuto trofej vyhrál. 24. září 2013 vstřelil svůj první ligový gól (ve svém šestém zápase) proti Realu Valladolid, když v 5. minutě otevíral skóre utkání, které skončilo vítězstvím Barcelony 4:1.
S Barcelonou postoupil ze základní skupiny H do vyřazovacích bojů Ligy mistrů 2013/14, katalánský tým v ní obsadil první místo. V posledním utkání skupiny 11. prosince 2013 vstřelil hattrick proti skotskému týmu Celtic FC a přispěl tak k drtivému vítězství 6:1. Byl to jeho premiérový hattrick v dresu Barcelony a zároveň se poprvé střelecky prosadil v evropské Lize mistrů. O necelý týden později v 16. kole La Ligy sezóny 2013/14 zařídil dvěma góly výhru 2:1 nad Villarealem, dokázal tak opět střelecky nahradit zraněného klíčového hráče Barcelony Argentince Lionela Messiho.

#### Přestup do Barcelony
V lednu 2014 se objevily informace, že Barcelona mohla za Neymarův přestup zaplatit až 95 milionů eur (místo oficiálně zveřejněných 57 milionů), což by byl nejdražší transfer v historii fotbalu. Případ řešil španělský soud, který obdržel žalobu od zaměstnance Barcelony na klubového prezidenta Sandro Rosella za netransparentnost přestupu a zpronevěru. Rosell krátce nato odstoupil z funkce. Barcelona nakonec se svolením Neymarova otce Neymara Silvy Santose (který je i jeho agentem) zveřejnila účty ohledně přestupu Neymara. Brazilský klub Santos FC podle nich dostal z 57 milionů eur částku 17,1 milionu eur, zbytek dostala společnost, kterou vlastní hráčovi rodiče. Smlouva obsahuje i klauzuli o vyplacení dalších 2 milionů eur, pokud se Neymar dostane během pěti let mezi finalisty Zlatého míče. Neymarův plat činí 56,7 milionu eur (za 5 let platnosti smlouvy).

#### 2014/2015: Treble a individuální úspěchy
13. září 2014 vstřelil po příchodu z lavičky své první dva góly v sezóně 2014/2015, kterými pomohl porazit Athletic Bilbao 2:0. 27. září vstřelil hattrick proti Granadě při výhře 6:0 a vstřelil gól v dalších třech zápasech La Ligy, včetně otevíracího gólu při prohře 1:3 proti Realu Madrid na Estadio Santiago Bernabéu.
24. ledna 2015 vstřelil dva góly a asistoval na další dva při výhře 6:0 nad Elche. 28. ledna vstřelil svůj 20. gól v sezoně při výhře 3:2 nad Atlétikem Madrid ve čtvrtfinále Copa del Rey. 4. března vstřelil dva góly při výhře 3:1 v semifinále proti Villarrealu, čímž se klub kvalifikoval do 37. finále Copa del Rey. 21. dubna vstřelil 30. gól v sezóně po dvou gólech při výhře 2:0 proti Paris Saint-Germain ve čtvrtfinále Ligy mistrů UEFA.
V květnu, posledním měsíci sezóny, vstřelil poslední gól při výhře 3:0 nad Bayernem Mnichov v prvním zápase semifinále Ligy mistrů UEFA. Další týden vstřelil oba góly Barcelony při prohře 3:2 v druhém zápase na Allianz Areně, čímž se Barça kvalifikovala do finále Ligy mistrů UEFA. Také vstřelil otevírací gól hlavou při ligové výhře 2:0 nad Realem Sociedad, čímž měla Barça čtyřbodový náskok nad Realem Madrid dvě kola před koncem.
Poté, co si Barcelona 17. května zajistila ligový titul po výhře 1:0 venku nad Atlétikem Madrid, porazila dne 30. května Athletic Bilbao 3:1 ve finále Copa del Rey, v němž Neymar vstřelil druhý gól Barcelony.
6. června 2015 vstřelil třetí gól Barco při výhře 3:1 nad italským mistrem Juventusem ve finále Ligy mistrů UEFA na Berlínském Olympiastadion, čímž získala Barcelona pátý evropský titul. Stal se osmým hráčem v historii fotbalu, který vyhrál Copa Libertadores a Ligu mistrů, a prvním hráčem, který vstřelil gól ve finále obou soutěží.
Sezónu ukončil s 39 brankami ve všech soutěžích a s 10 v Lize mistrů, díky čemuž skončil na dělené první pozici střelců v této soutěži s Cristianem Ronaldem a spoluhráčem Lionelem Messim. Stal se prvním hráčem, který byl nejlepší střelec turnaje kromě Messiho a Ronaldo, od dob Kaku v sezónu 2006/2007. Barcelonské útočné trio Messi, Luis Suárez a Neymar, známé jako „MSN“, ukončilo sezónu se 122 góly, což je nejvíce branek pro trio za jednu sezónu v historii španělského fotbalu.

#### 2015/2016: Domácí double
Neymar kvůli zápalu příušnic neodehrál finále Supercopa de España 2015 a zápas proti Seville v Superpoháru UEFA. 17. října 2015 vstřelil čtyři góly v zápase s Rayem Vallecano při domácí výhře 5:2, čímž vstřelil v sezoně už osm branek. 21. listopadu 2015 si připsal jeden gól a asistenci patou Andrés Iniestovi při vítězství v El Clasico proti Realu Madrid na Estadio Santiago Bernabéu 4:0. 28. listopadu vstřelil dva góly při domácí výhře 4:0 nad Realem Sociedad, čímž vstřelil v La Lize 14 gólů v 12 zápasech. 30. listopadu 2015 byl nominován na ocenění Zlatý míč FIFA, kde se umístil na 3. místě za Lionelem Messim a Cristianem Ronaldem. 22. května 2016 dal gól na 2:0 v prodloužení proti Seville ve finále Copa del Rey na Vicente Caledrón, čímž klub slavil domácí double druhou sezónu po sobě. Trio Messi, Suárez a Neymar zaznamenalo v této sezoně dohromady 131 gólů, čímž překonali svůj vlastní rekord za nejvíce vstřelených gólů útočného tria v jedné sezóně.

#### 2016/2017: Poslední sezóna
Neymar byl hlavním strůjcem postupu Barcelony v osmifinále Lize mistrů přes Paris Saint-Germain při domácím vítězství 6:1 po domácí prohře 0:4, když vstřelil dva góly a asistoval na rozhodující gól Sergiho Roberta. Tento dvojzápas se zapsal do historie jako největší obrat skóre v dějinách Ligy mistrů.
2. dubna 2017 dal Neymar 100. gól za Barcelonu ve všech soutěžích v jeho 177. zápase, kdy pomohl k vítězství nad Granadou 4:1. 27. května 2017 ve finále Copa del Rey dal Neymar svůj 105. gól za Barcelonu a pomohl k výhře nad Alavesa 3:1 v na Vicente Calderón Madridu.

### Paris Saint-Germain FC
3. srpna 2017 byl potvrzen již nějakou dobu avizovaný přestup brazilského útočníka do francouzského klubu Paris Saint-Germain vlastněného bohatými katarskými majiteli. PSG využil vysoké klauzule ve smlouvě hráče, která činila 222 milionů eur (více než 6 miliard Kč k datu). Tento transfer překonal více než dvojnásobně hodnotu do té doby nejdražšího hráče, Francouze Paula Pogby, jenž přestoupil v srpnu 2016 z Juventusu do Manchesteru United za 110 milionů eur.
Na konci listopadu 2018 se stal nejgólovějším Brazilcem v rámci novodobé Ligy mistrů v její hlavní části. Proti Liverpoolu vsítil 31. gól a překonal tak Kaká se 30 góly.
V září 2020 byla u něj, stejně jako u dalších dvou hráčů PSG, potvrzena nákaza nemocí covid-19. Všichni tři hráči pak museli vynechat první zápas PSG v nové sezoně Ligue 1 proti RC Lens.
Na konci listopadu 2020 vstřelil proti Bordeaux 50. gól ve dresu PSG a překonal tak rekord stanovený Zlatanem Ibrahimovićem, který na 50 gólů potřeboval 59 zápasů, Neymar oproti tomu o jeden méně.
V sezóně 2021/22 po dvou letech znovu slavil mistrovský titul ve francouzské lize. V závěrečném kole proti Métám 21. května 2022 zaznamenal gól při výhře 5:0 a v počtu gólů za pařížský klub se zařadil mezi stovkaře. Stal se rovněž třetím hráčem po svém krajanovi Romáriovi a Cristianu Ronaldovi, který dokázal vstřelit sto a více gólů za tři různé kluby.

### Al-Hilal FC
Dne 15. srpna 2023 byl potvrzen přestup Neymara z PSG do arabského klubu Al Hilal FC za přinejmenším 90 milionů EUR a v nejbližších dnech by měl projít zdravotní prohlídkou a podepsat s klubem smlouvu.

## Reprezentační kariéra
Hrál za brazilské mládežnické reprezentace. Představil se v dresu brazilské reprezentace do 17 let na Mistrovství světa hráčů do 17 let 2009 v Nigérii, kde Brazílie nepostoupila ze základní skupiny B. V utkání proti Japonsku (výhra 3:2) vstřelil jeden gól.
Dne 10. srpna 2010, ve věku 18 let debutoval za brazilský národní tým s dresem číslo 11.[zdroj?]

### Konfederační pohár FIFA 2013
Zúčastnil se Konfederačního poháru FIFA 2013 v Brazílii. V prvním utkání brazilské reprezentace proti Japonsku vstřelil krásný gól, Brazílie porazila asijského soupeře 3:0. Ve druhém utkání zvítězila Brazílie nad Mexikem 2:0, přičemž Neymar první gól vstřelil a na druhý přihrál, když se nádherně protáhl mezi dvěma bránícími hráči. Trefil se i v posledním utkání brazilského mužstva v základní skupině s Itálií 22. června 2013, zápas skončil vítězstvím jihoamerického celku 4:2. Brazílie měla již před zápasem jisté místo mezi nejlepší čtyřkou turnaje, nakonec jej ovládá po výhře 3:0 ve finále nad Španělskem, v němž dal Neymar jeden gól. Navíc dostal Zlatý míč (Adidas Golden Ball) pro nejlepšího hráče turnaje.

### Mistrovství světa 2014
Zúčastnil se Mistrovství světa 2014 v Brazílii, kde měl neotřesitelnou pozici v týmu. Trenér Luiz Felipe Scolari ho stavěl do role tahouna mužstva, což se mu dařilo naplňovat. V úvodním utkání proti Chorvatsku (výhra 3:1) vstřelil 2 góly. Dvakrát se střelecky prosadil i ve třetím zápase proti Kamerunu (výhra 4:1) a Brazílie postoupila do osmifinále z prvního místa základní skupiny A. Ve čtvrtfinále proti Kolumbii (výhra 2:1) ho v závěru fauloval kolenem Juan Camilo Zúñiga a Neymar musel být odnesen ze hřiště na nosítkách. Podle zpráv z nemocnice měl zlomený obratel, což znamenalo konec jeho působení na mundialu. Nebyl tak u historického debaklu 1:7 v semifinále proti Německu. Brazilci obsadili konečné čtvrté místo a zůstali bez medaile.

### Copa America 2015
Když Thiaga Silvu vyloučilo zranění, nový trenér Dunga se rozhodl udělat z Neymara kapitána a 5. září Neymara jmenoval kapitánem na pořád. 14.9.2014 dal Neymar poprvé v jednom zápase 4 góly. Dal všechny góly brazilského týmu v přípravném utkání proti Japonsku. (4:0) Teprve v 22 letech vstřelil 40 gólů v 58 mezinárodních zápasech a stal se pátým nejlepším střelcem Brazílie. 26.3.2015 vstřelil druhý gól v přátelském zápase proti  Francii. (3:1)
Dne 15.6.2015 Neymar vstřelil vyrovnávací gól proti Peru a asistoval na gól Douglasu Costovi a pomohl tak k výhře 2:1. Po druhém zápase proti Kolumbii (0:1) Neymar napálil z blízkosti míč do zad protihráče Pabla Armera, vzápětí při dalších diskusích se hlavou pokusil udeřit střelce vítězné branky Jeisona Murilla. Tímto byl vyloučen na 4 zápasy a dostal pokutu ve výši 10 000 dolarů. Copa America pro něj skončila.

### 2016 Letní olympijské hry

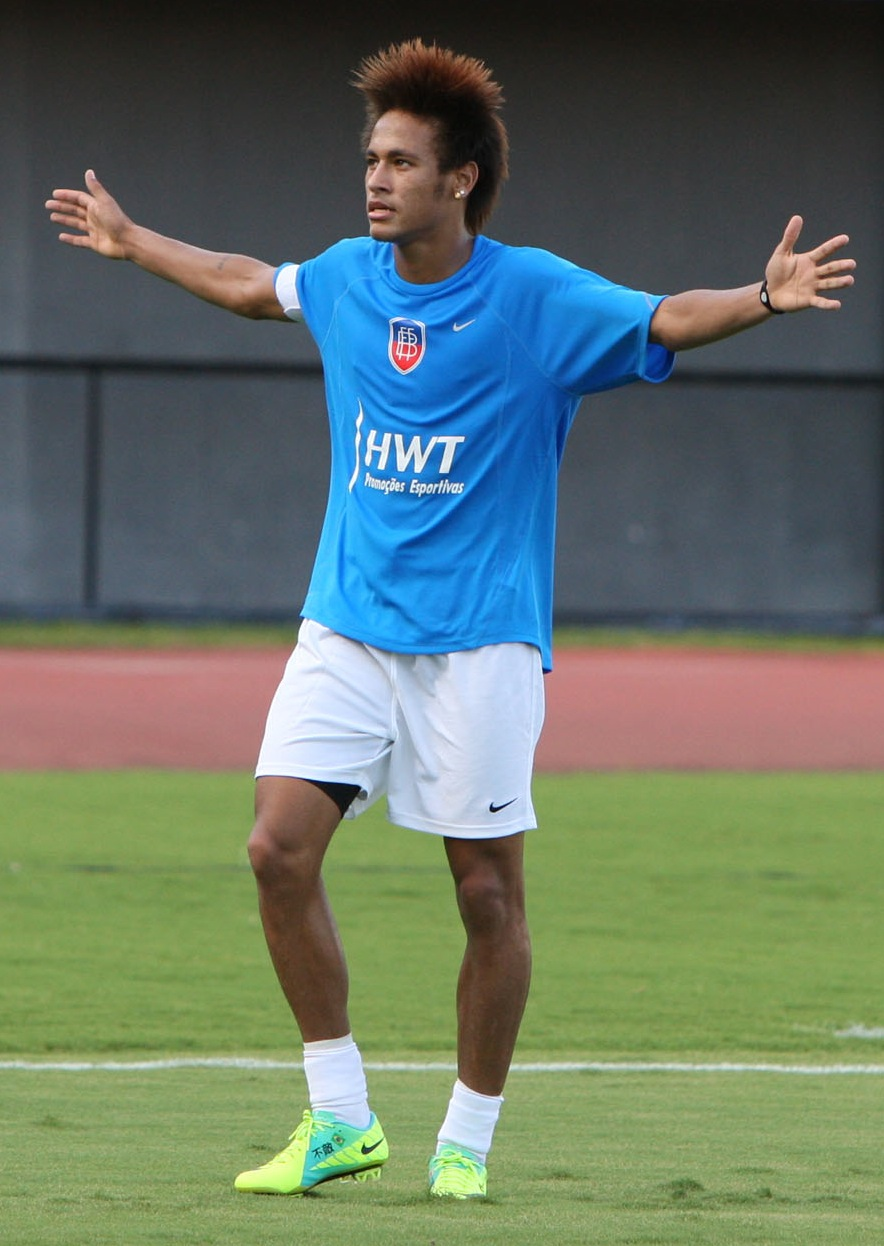
Neymar v dresu Santos FC.

Brazilský fotbalový svaz nominoval Neymara na Copa América Centenario a Olympijské hry v Riu během léta 2016,ale na žádost manažera vynechal první turnaj. V červnu se pak připojil k reprezentaci a jako kapitán vedl Brazílii na olympijských hrách.
Ve čtvrtfinále Brazílie s Kolumbií 13. srpna zaznamenal Neymar první branku Brazílie z přímého volného kopu a také přidal druhý gól k 2:0 vítězství. V Brazílii v souboji s Hondurasem 18. srpna, Neymar skóroval dvakrát. Brazílie zvítězila 6:0.

Ve finále proti Německu Neymar vstřelil gól volným kopem po 27 minutách. Hra skončila 1:1 poté, co Max Meyer vyrovnal v druhé polovině. Brazílie porazila Německo 5:4 na penalty, Neymar dal vítězný gól a Brazílie tak získala zlatou medaili.

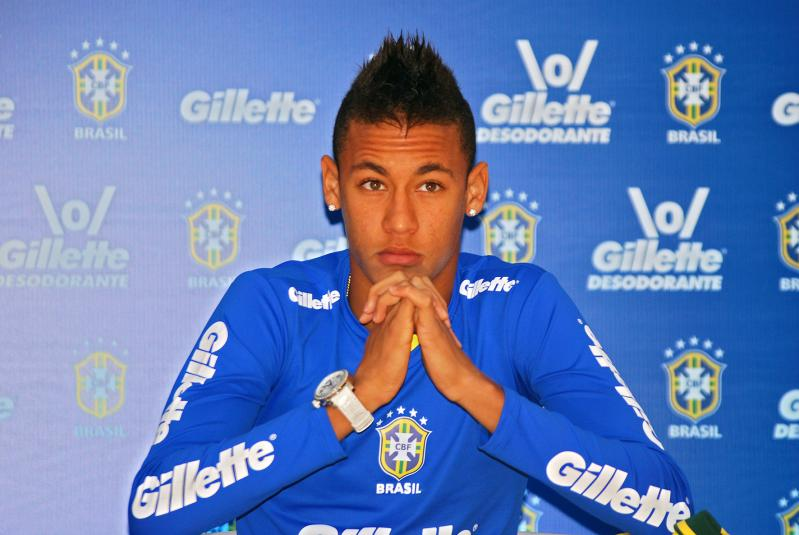
Neymar na tiskové konferenci.

## Osobní život
Neymar je křesťan. O své víře říká: „Život má smysl jen tehdy, když náš nejvyšší ideál je sloužit Kristu!“ K jeho kariéře ho vedl jeho otec, který hrál také fotbal, s hraním ale musel skončit předčasně kvůli autonehodě. U ní byl i Neymar Junior, když mu byly 4 měsíce, ale nic vážného se mu nestalo.

## Úspěchy

### Individuální
- 1× nejlepší mladý hráč Campeonato Paulista (2009)
- 2× nejlepší útočník Campeonato Paulista (2010, 2011)
- 2× nejlepší hráč Campeonato Paulista (2010, 2011)
- 1× nejlepší hráč Santander Libertadores poháru (2011)
- 2× cena Squad Crack Brasileirão mistrovství (2010, 2011)
- 1× nejlepší hráč v brazilské lize, uděleno časopisem Placar (Zlatý míč) (2011)
- 2× Stříbrný míč, nejlepší útočník v brazilské lize (2010, 2011)
- 1× nejlepší střelec Copa do Brazil (2010)
- 1× FIFA Puskás Award (2011)[1]
- 2× fotbalista roku Jižní Ameriky (2011, 2012)
- 1× Zlatý míč (Adidas Golden Ball) pro nejlepšího hráče Konfederačního poháru FIFA 2013[51]
- 2× Světová jedenáctka FIFA FIFPro – 2015,[61] 2017[62]
- 1× Nejlepší jedenáctka podle ESM – 2017/18[63]
- 2× Tým roku podle UEFA – 2015,[64] 2020[65]
- Sestava sezóny Ligy mistrů UEFA – 2014/15,[66] 2019/20,[67] 2020/21[68]
- Tým roku Ligue 1 podle UNFP – 2017/18,[69] 2018/19,[70] 2020/21[71]